# Canchungo (sektor)
Canchungo Sector är en sektor i Guinea-Bissau.   Den ligger i regionen Cacheu, i den västra delen av landet, 50 km väster om huvudstaden Bissau.